# トゥルダ岩塩坑

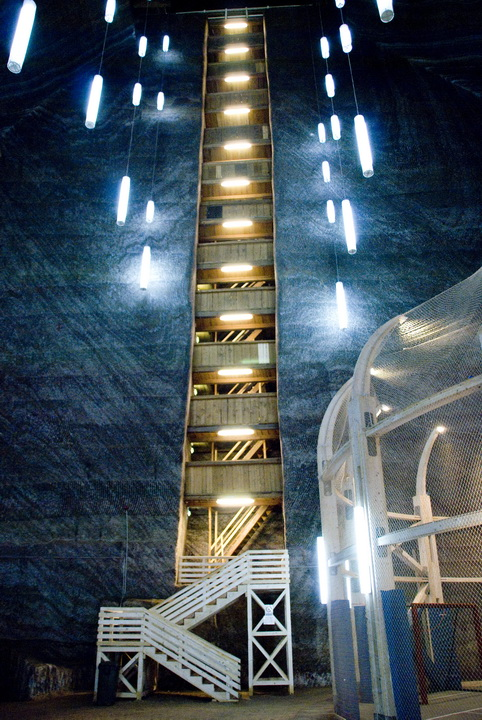
ルドルフ坑は、長さ80m、幅50m、高さ40mの大きさがある

トゥルダ岩塩坑またはサリーナ・トゥルダ (ルーマニア語: Salina Turda, ハンガリー語: Tordai sóbánya) は、ルーマニア北西部、クルジュ県のトゥルダにある岩塩坑である。
現在は観光地として、地下100mを超える大深度空間に観覧車やボート、ビリヤード場をはじめとした遊行施設や、岩塩に関する博物館が設けられている。
1992年より観光客に向けて開放され、2017年には約618,000人の観光客が訪れた。トゥルダ岩塩坑は、2013年に『ビジネスインサイダー』が発表した「訪れる価値のある25の隠された名所」にも取り上げられた。

## 歴史
ここで最初に岩塩が採掘されたのは古代である。継続的な食塩の採掘が始まったのは中世で、最初の言及は1075年になされている。以降、1932年まで採掘は続いた。
トゥルダ岩塩坑の存在に関しての明確な言及が最初になされたのは、1271年5月1日に、ハンガリー政府が作成した文書においてである。また、現存する13世紀から14世紀にかけての文書では、トゥルダ岩塩坑は、バイレ・サラーテ小盆地とサラータ谷の南東側の斜面に存在したとされている。ここは、現在の塩湖がある場所である。17世紀には、テレジアのドームの換気口が存在する、サラータ谷の北西側の斜面で最初の採掘が行われた。その後まもなく、スファンツル・アントン坑が開業し、ここでは20世紀の前半まで採掘が続けられた。

### 改装
1992年よりトゥルナ岩塩坑は、ハロセラピーの中心、人気の観光地となってきた。2008年には、PHARE 2005 ESCというプログラムのもと、€5,888,000かけて改修工事が行われ、2010年1月に再オープンした。

## 見どころ

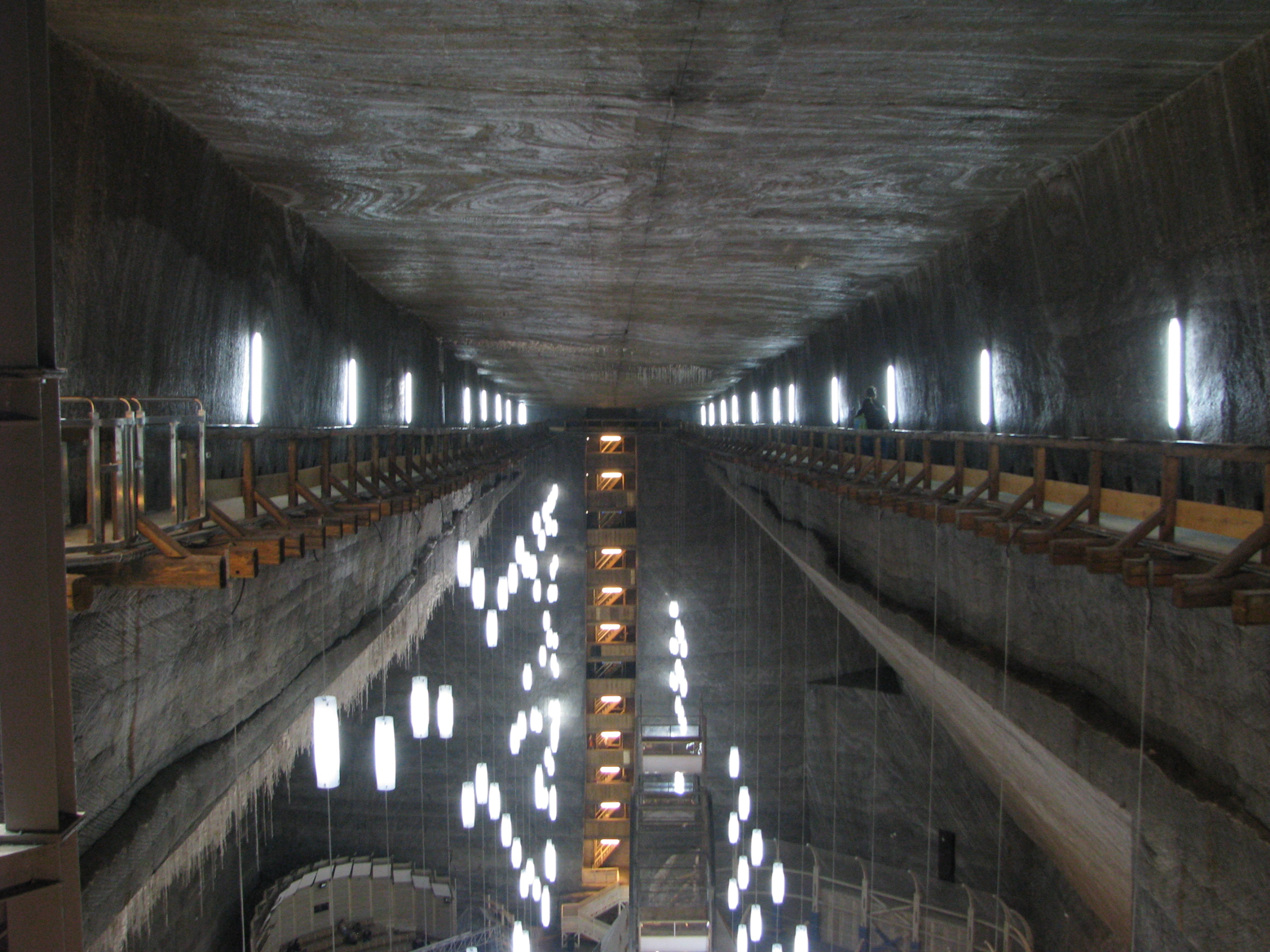
左側には塩でできた鍾乳石が連なる

### ヨーゼフ坑
ヨーゼフ坑は、フランツ・ヨーゼフ坑道の隣にあり、塩をくり抜いたバルコニーを通って訪れる。深さ112m、底部の幅67mの円錐形の空間。その形状や、ほかの空間との通路がほとんどないことから、音の反響が大きく、「エコーの部屋」とも呼ばれる。

### クリヴァクの部屋

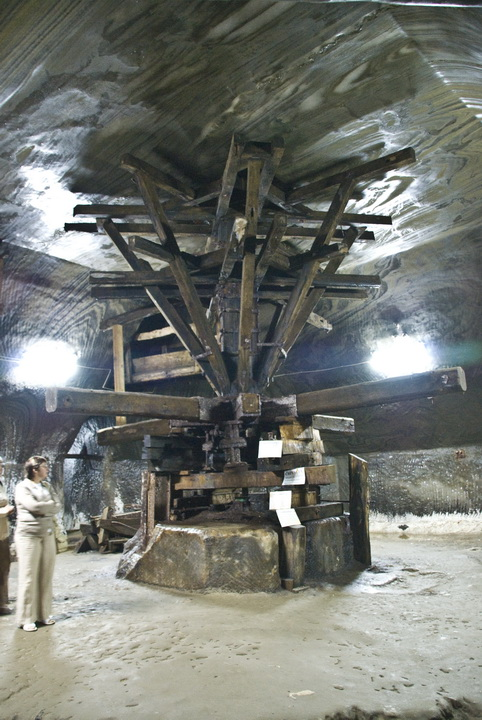
クリヴァクの部屋は、トゥルダ岩塩坑の目玉の1つである

八角形の空間には、「クリヴァク」や「ジェペル」と呼ばれるウインチが置かれている。これは、岩塩を持ち上げるために使うもので、1864年に設置され、1881年にはより小さいものに置き換えられた。この機械はルーマニアでは唯一で、もとの場所に保存されているものはヨーロッパでもここにしかない。

### テレジア坑

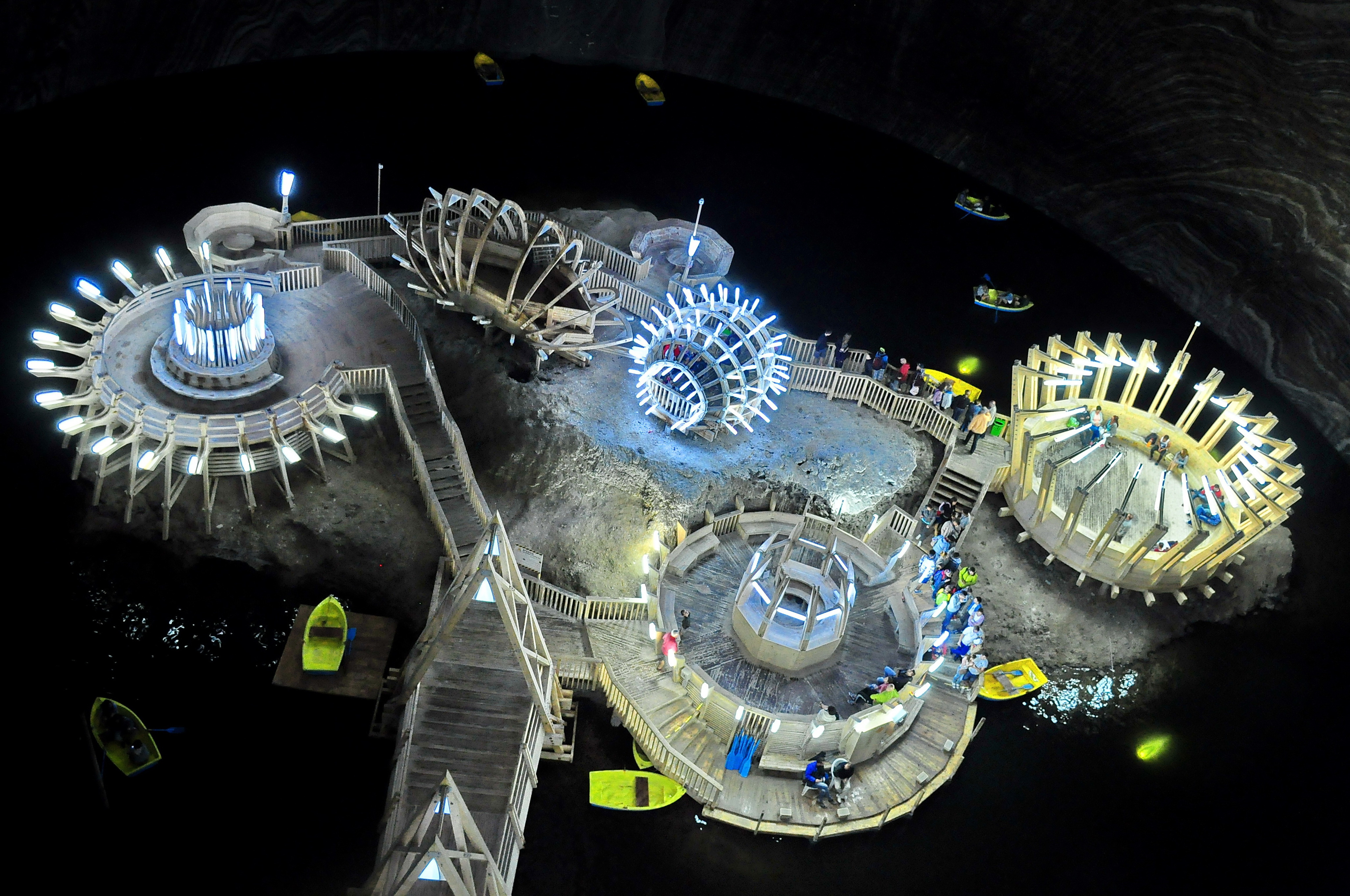
地底湖と船着き場

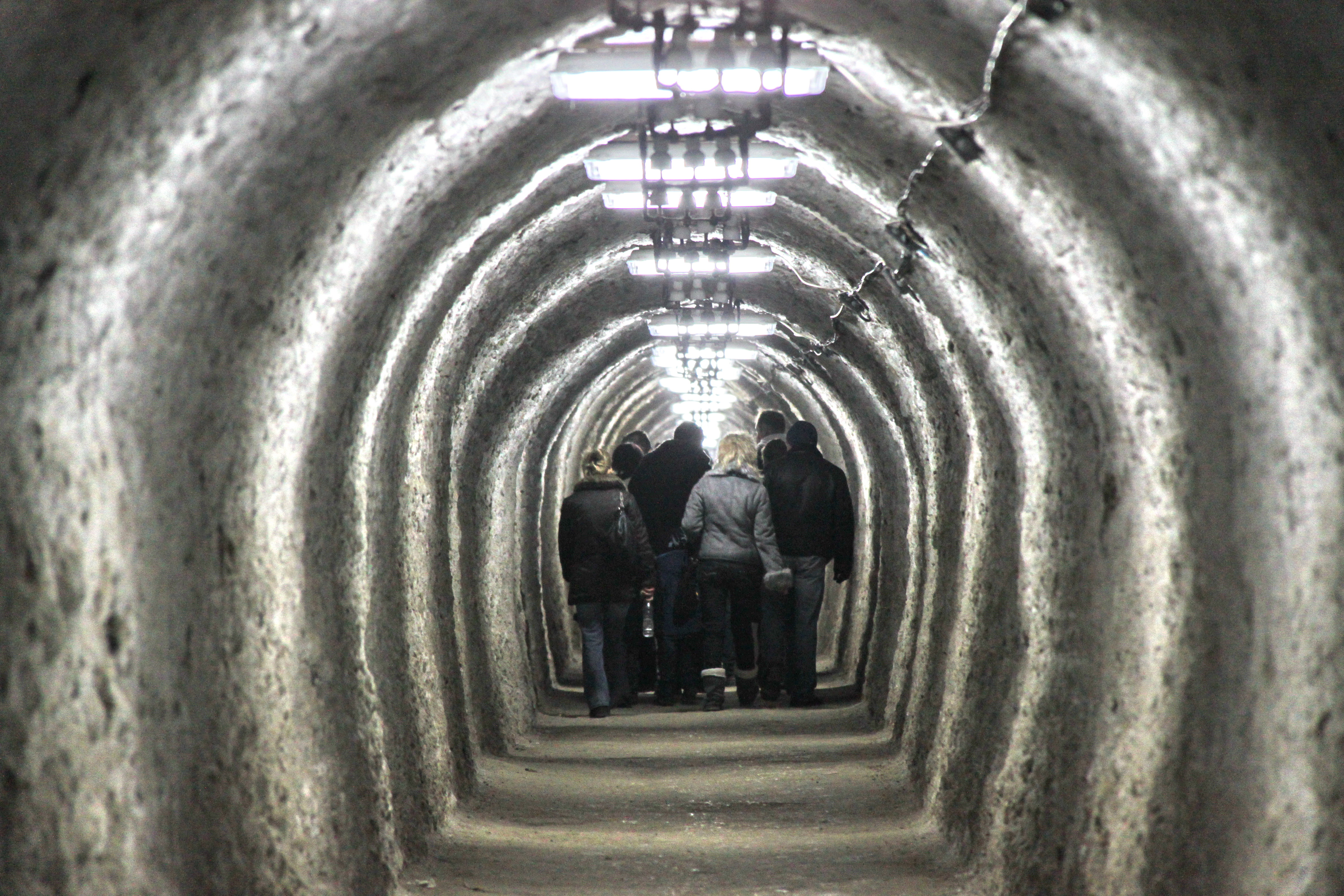
アクセストンネル

円錐形（ベル形）の空間で、高さ90m、直径87mという大きさの地下ホールになっている。換気口から空間の底までの高さは112mある。地底湖や鍾乳石のようになったもの、風化した跡などを見ることができ、「塩のカスケード」と呼ばれる。地底湖は深さ0.5〜8mで、空間のおよそ80％にわたって広がっている。地底湖の中央には、この空間における採掘が終了した1880年以降、純度の低い塩が堆積してできた島がある。

### ルドルフ坑
深さ42m、幅50m、長さ80mのルドルフ坑は、トゥルダ岩塩坑で最後まで採掘が行われた空間である。ここへ入るには、172段の階段を降りていく必要がある。13にわかれた各層には、それぞれで採掘が行われた年が記されている。北西側の天井には、何年にもわたって形成された長さ3mの塩の鍾乳石ができている。また、パノラマエレベーターにのると、坑内全体を見渡すことができる。

### ジゼラ坑
ジゼラ坑と北東端にある技術室は、ルドルフ坑と似ているが、掘削がはじまってすぐに採掘が終わってしまったことから、大きさはかなり小さなものとなっている。現在は、天然のエアゾールのあるスパルームが設置されている。
地下坑道は、地質保護区となっているため観光客は立ち入りできない。輸送坑道（フランツ・ヨーゼフ坑道）の15m上に存在し、搬出口に水が浸透したことから、風解物が堆積し、鍾乳石を形成している。また、空間の底の大半を覆っている湖には塩の結晶が形成されている。観光客に向けては「クリスタルホール」という名称がつけられている。

## ギャラリー

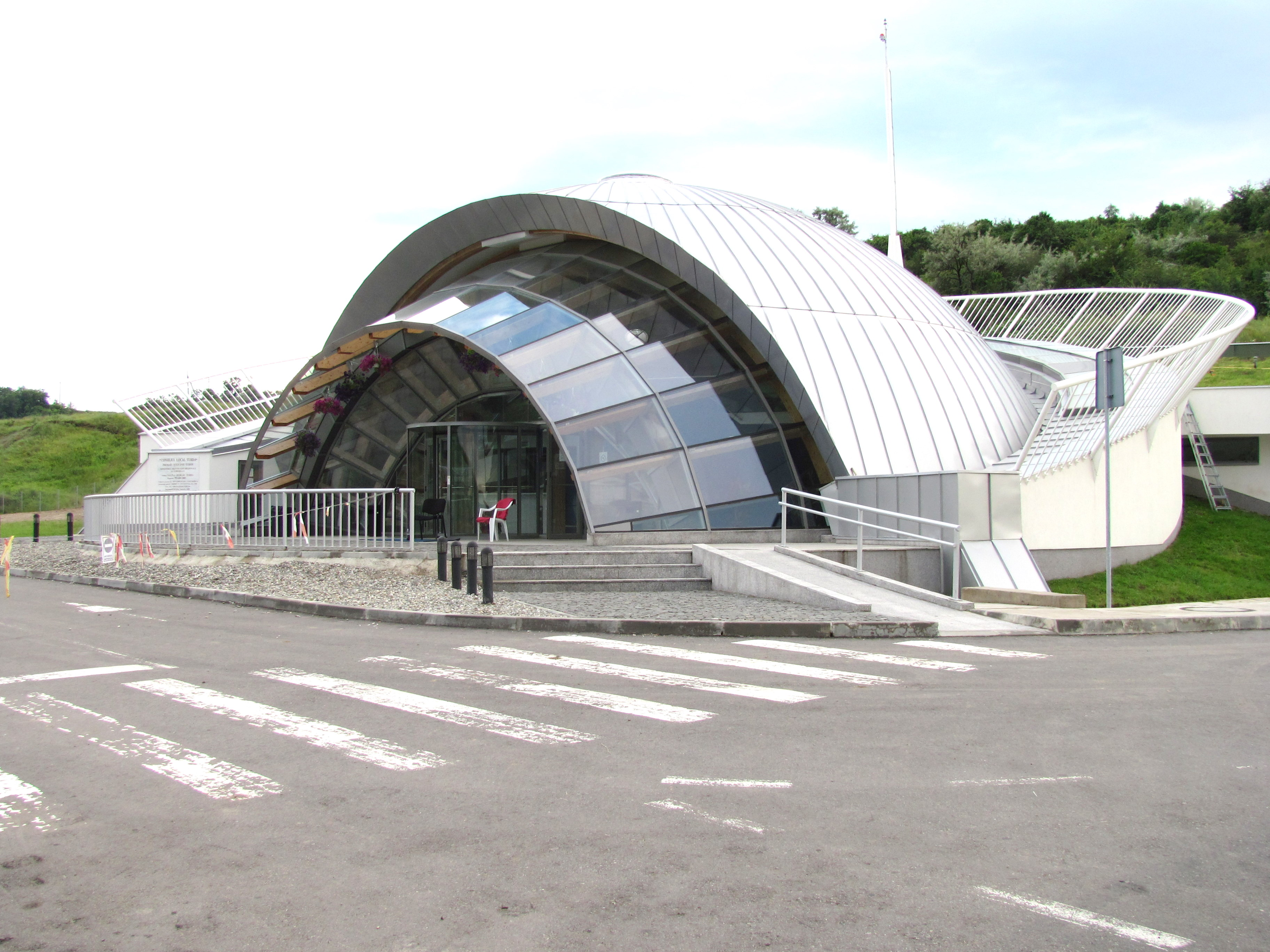
新しい入り口
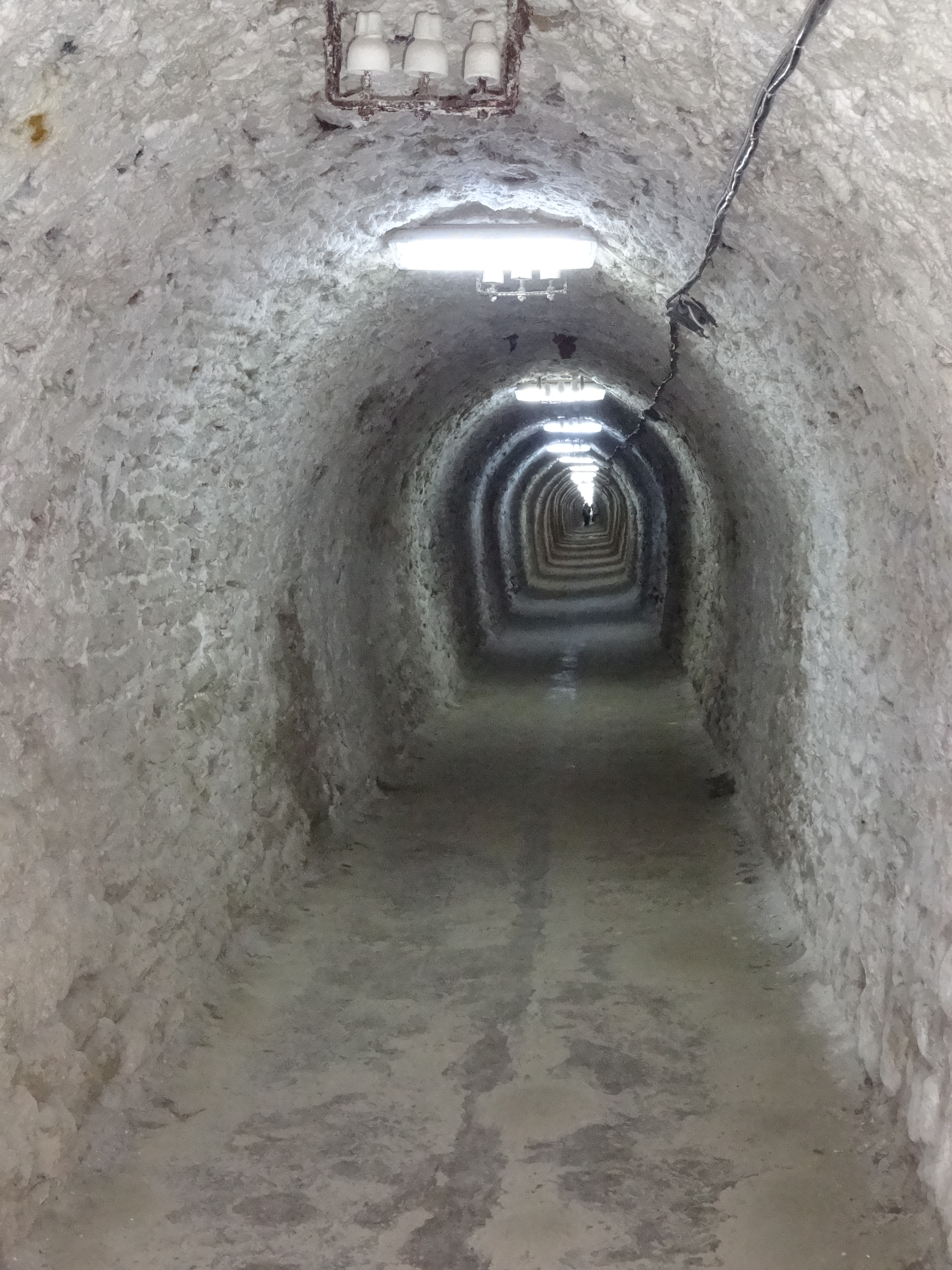
フランツ・ヨーゼフ坑道（古い入り口）
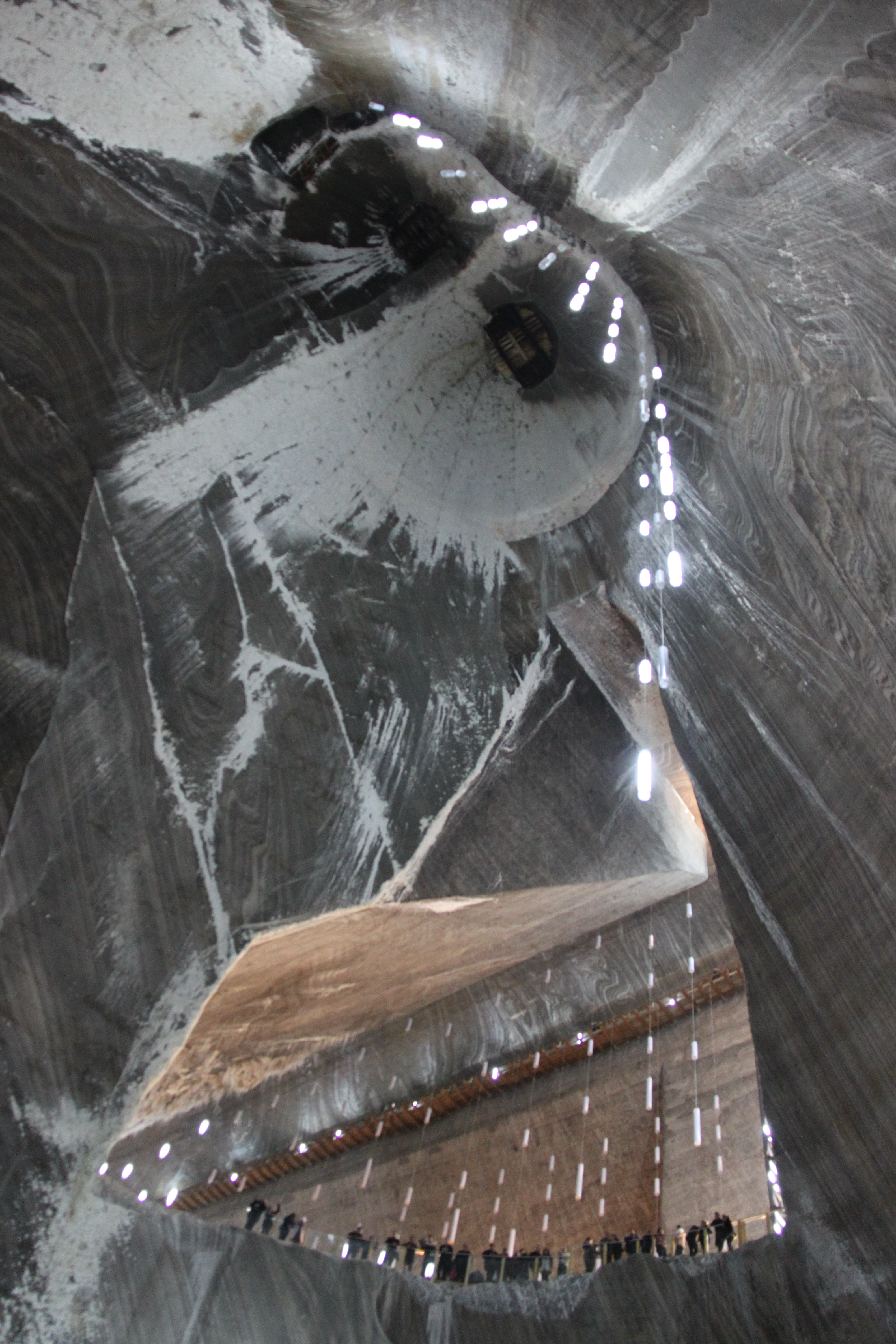
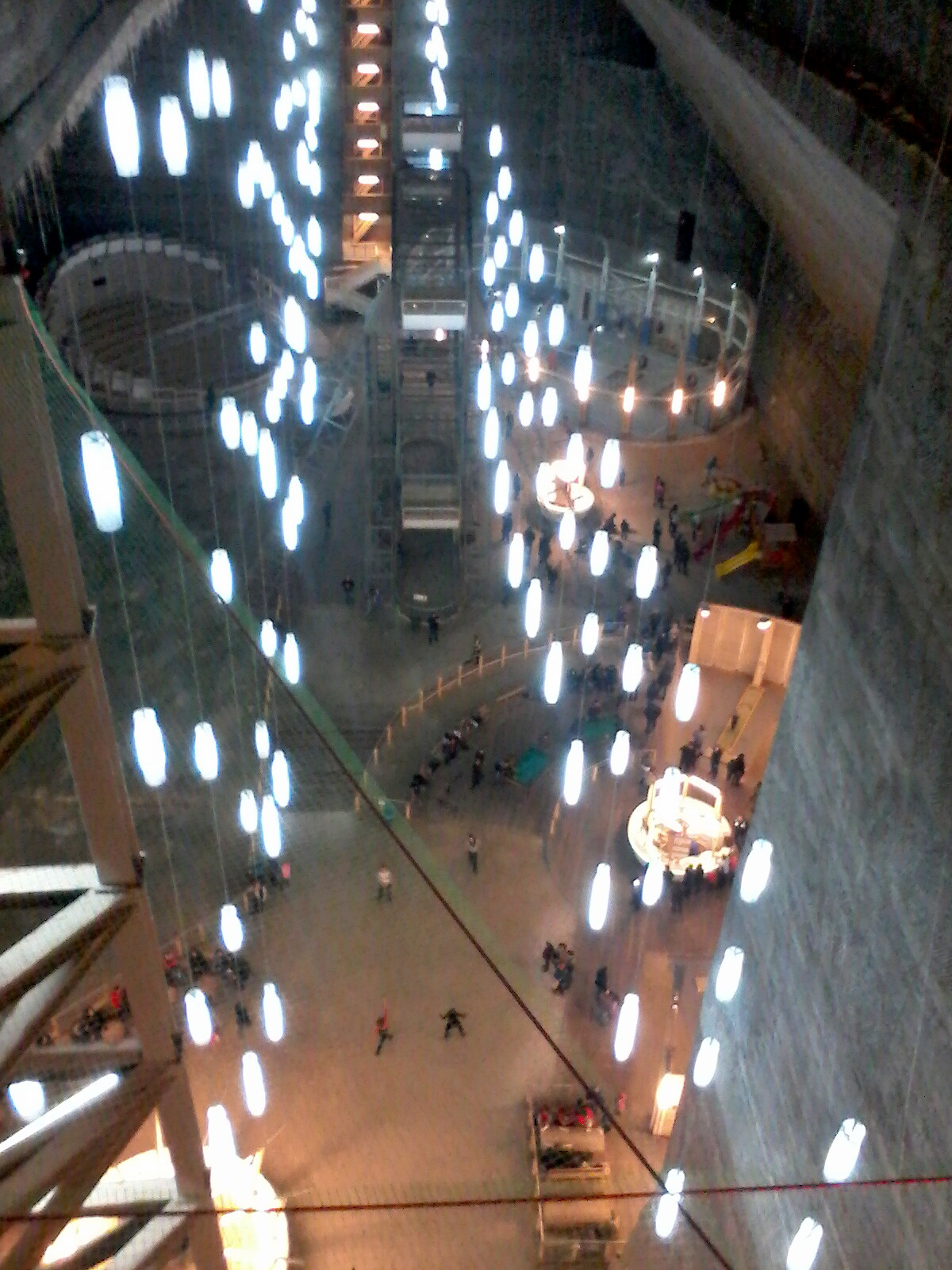
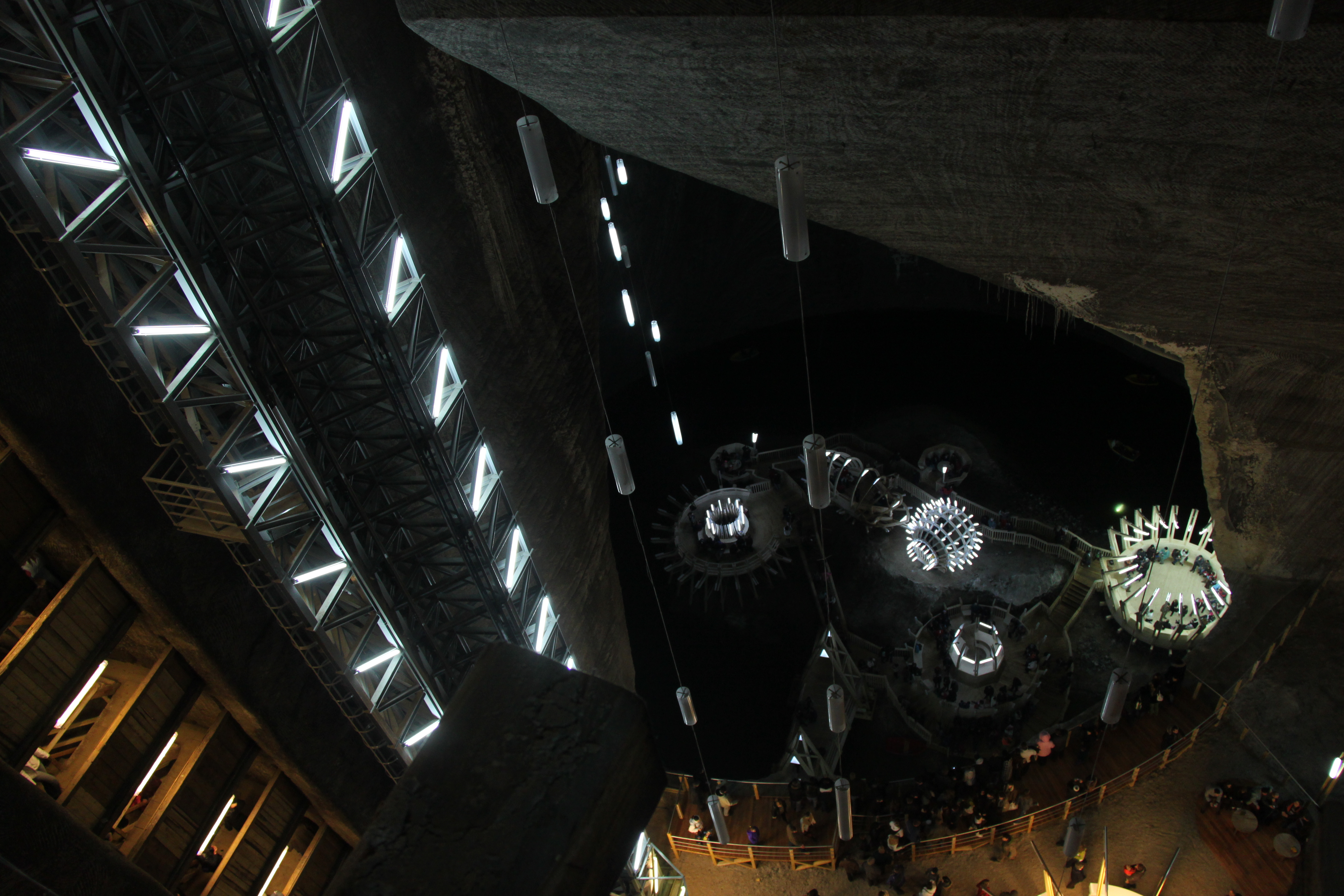
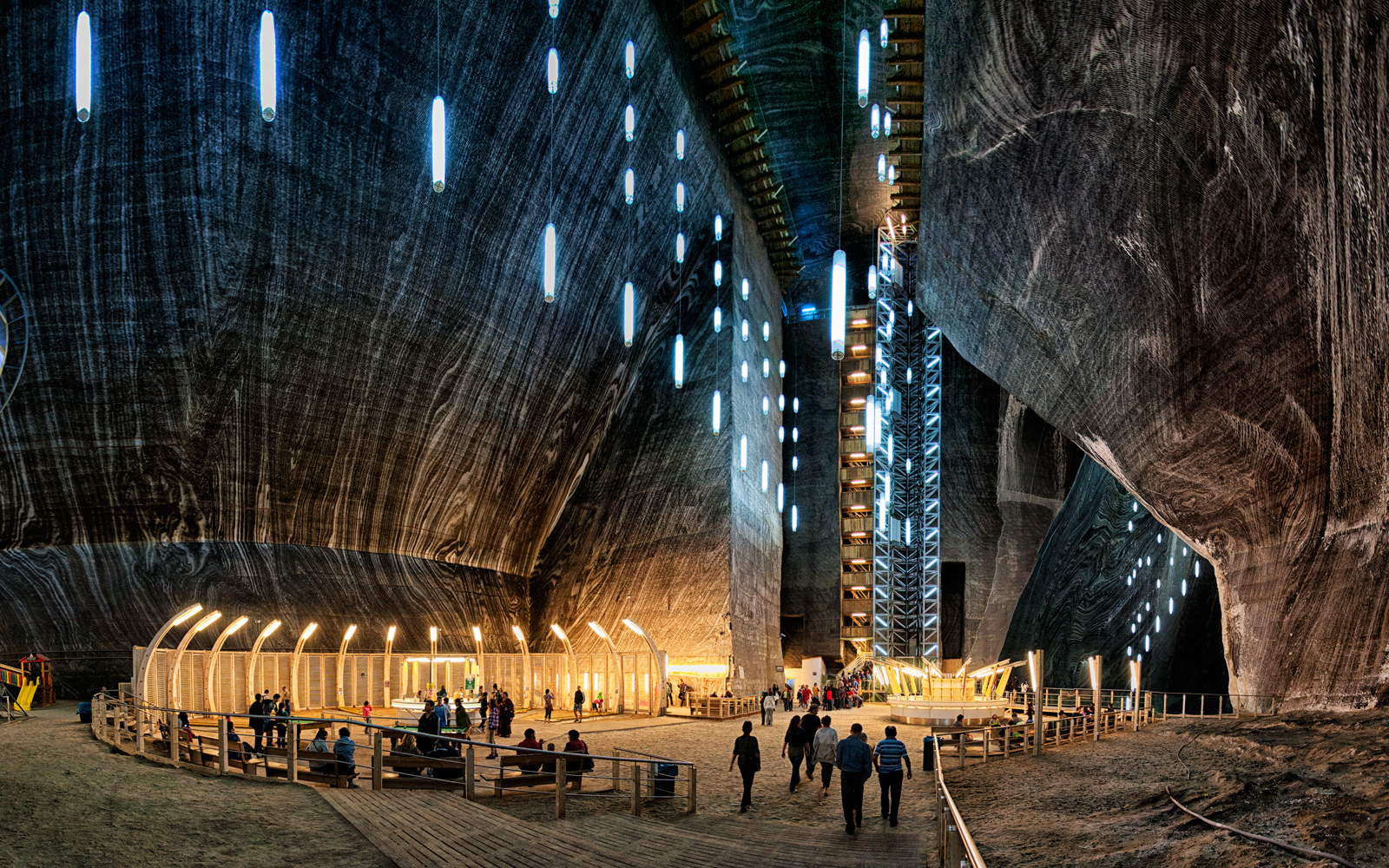
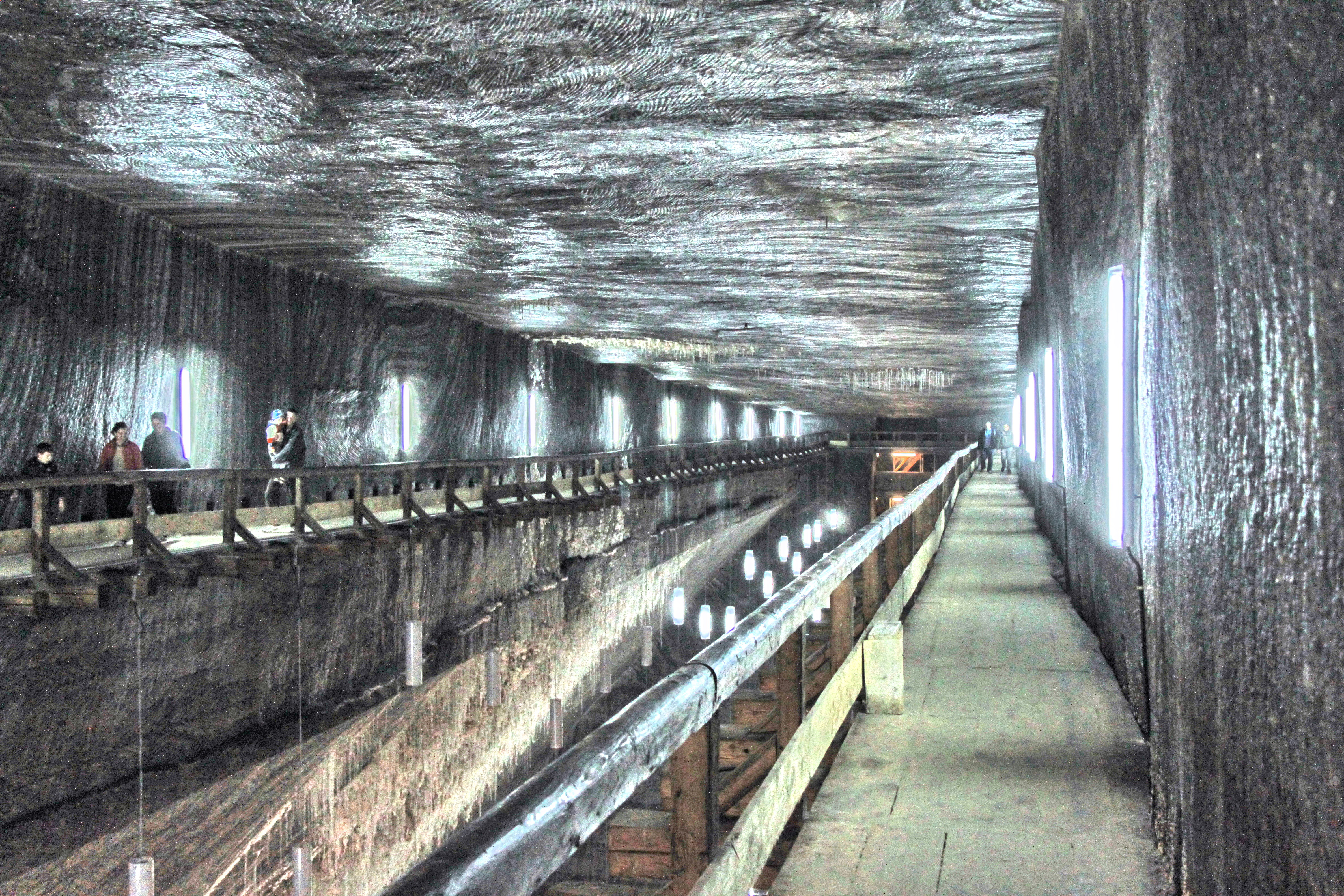